# Grójec (Konin)
Grójec – dzielnica Konina. Znajduje się w południowo-wschodniej części miasta. Słynie z malowniczej Doliny Warty. W Grójcu znajduje się osiedle domków jednorodzinnych. Nieopodal – na terenie gminy Kramsk – znajduje się malownicza Dolina Grójecka (część Kotliny Kolskiej), na której znajdują się liczne bagna i mokradła.
Do dzielnicy należy także osiedle Gąsawy znajdujące się w bezpośrednim sąsiedztwie z Wolą Podłężną.
Znajduje się tu prom na Warcie, który łączy Grójec i Wolę Podłężną z Ladorudzem.